# Arrunt de Clúsium
Arrunt de Clúsium (en llatí Aruns) va ser un personatge que vivia a Clúsium, i segons la llegenda va convidar els gals sènons a travessar els Alps.
Aquest Arrunt era el tutor d'un jove aristòcrata anomenat Lucumo. Aquest noi va seduir i violar l'esposa d'Arrunt, que al no poder venjar-se directament ja que Lucumo formava part de les famílies governants a la ciutat, va decidir venjar-se i va anar a buscar els gals. Va partir cap a la Gàl·lia Cisalpina amb vi, i també, segons Dionís d'Halicarnàs, amb oli d'oliva i figues. Els va mostrar aquests productes i els va convidar a entrar al seu país per a aconseguir aquells fruits. Els sènons li van fer cas, però a més de dirigir-se a la ciutat van aprofitar per envair Itàlia.
Titus Livi diu que aquesta història, que explica de forma molt abreujada, podria no ser certa, i que els gals van entrar a Itàlia a petició dels habitants de Massàlia, que en temps de Tarquini Prisc, els van convèncer perquè travessessin els Alps.